# 喀拉哈里沙漠

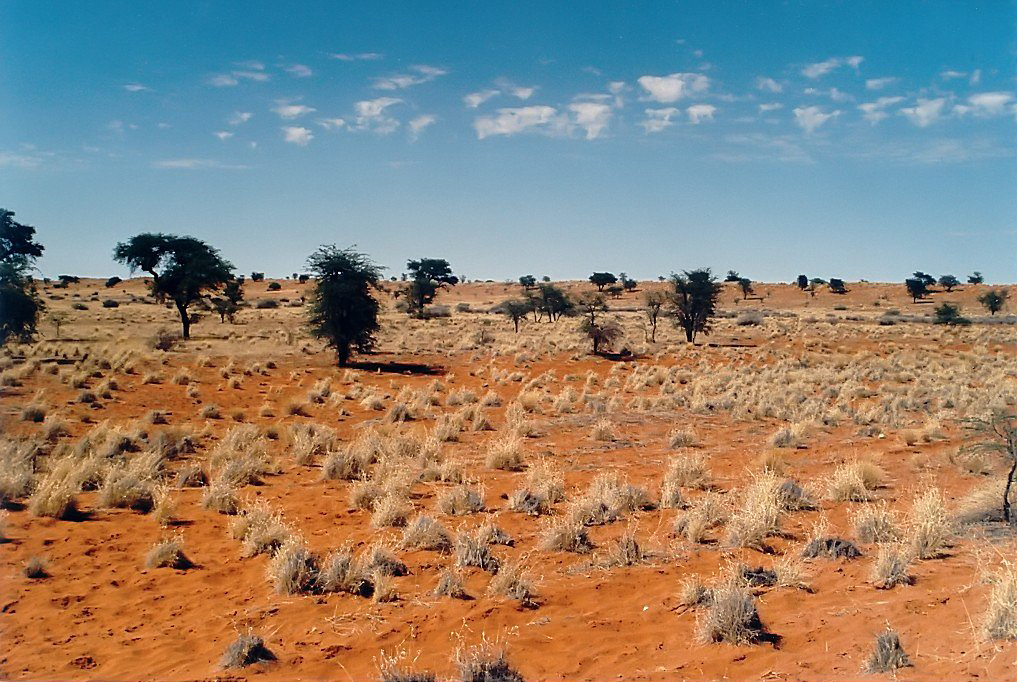
卡拉哈里沙漠(納米比亞）

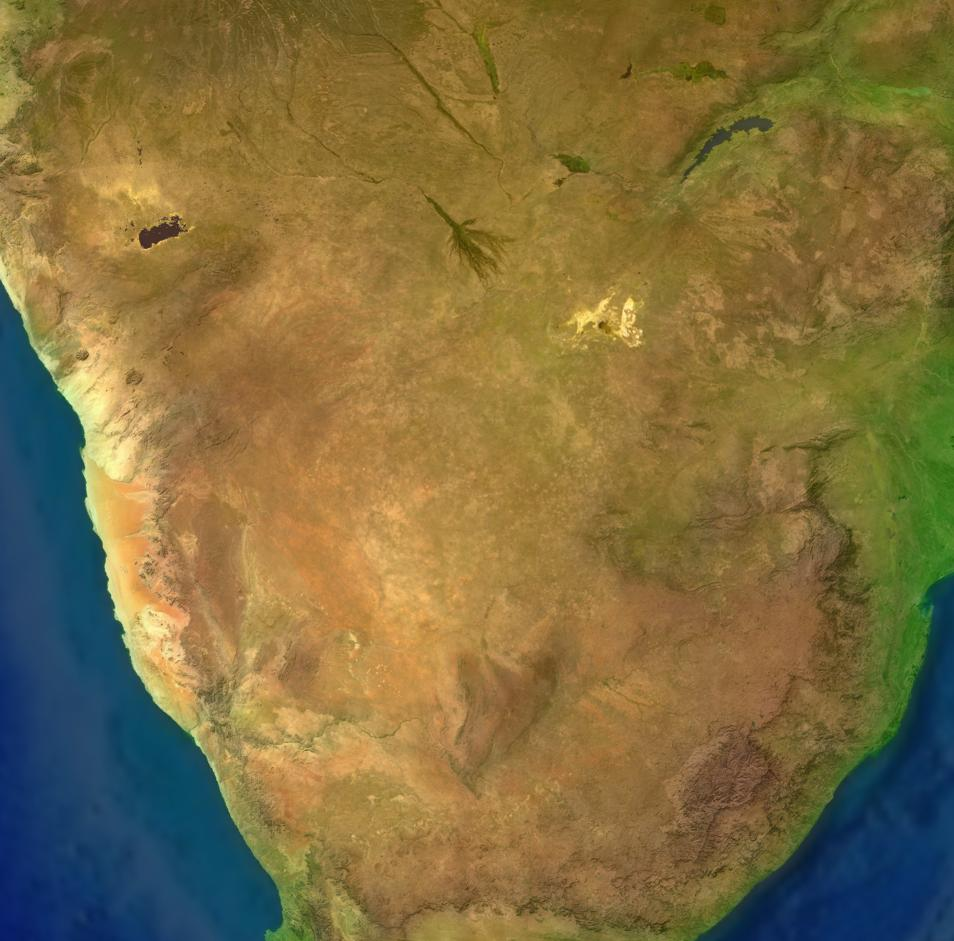
卡拉哈里沙漠的衛星圖像

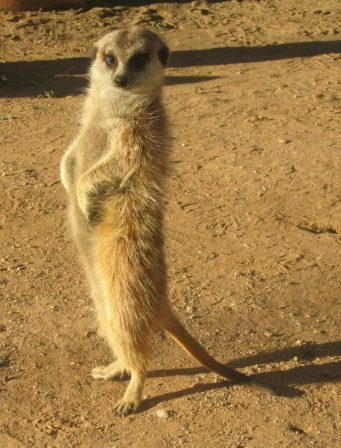
卡拉哈里沙漠的一隻狐獴

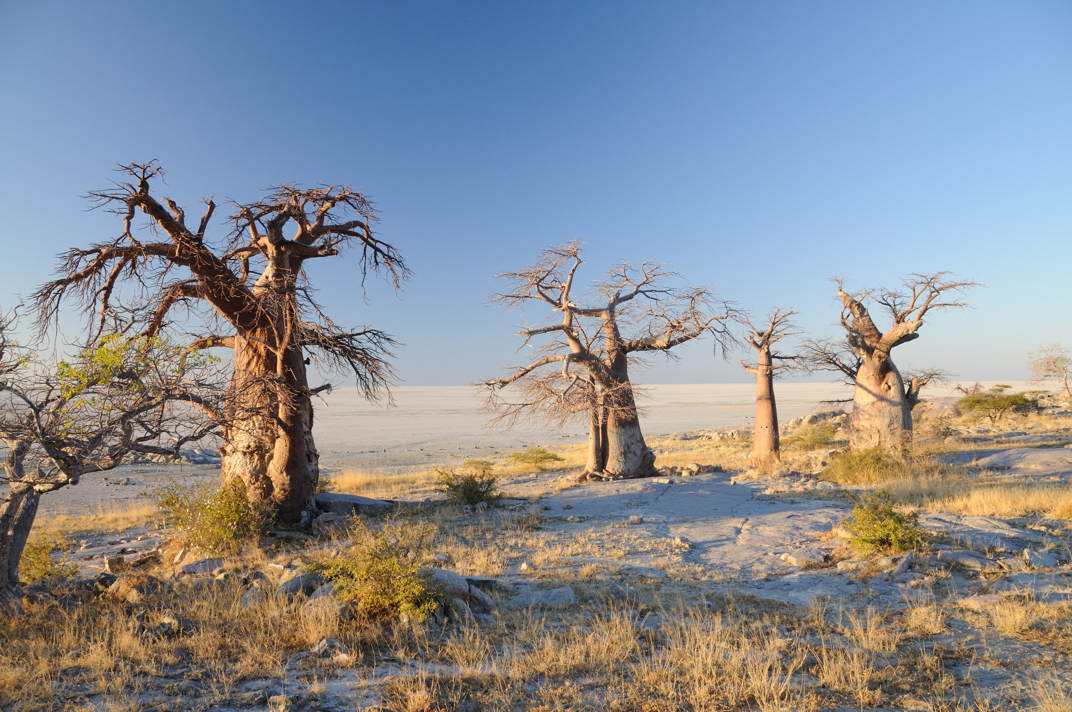
馬卡迪卡迪鹽沼中的庫布島上有許多奇特的猴面包树

卡拉哈里沙漠（英语：Kalahari Desert）是非洲南部的一大平原沙漠。沙漠本身处于同名的卡拉哈里盆地中央。覆盖总面积约900,000平方公里。覆盖波札那中南部，奧卡萬戈三角洲南面，馬卡迪卡迪鹽沼南、纳米比亚东南和南非共和国北开普省北的卡拉哈里盆地大部分地区。
沙漠内的气候干燥，潮湿季节为每年的5至10月份，年均降雨量约200毫米。地理学家認為此沙漠在1万6千年前形成。儘管乾旱，卡拉哈里沙漠仍有多種植物群。原生植物，包括金合欢和許多其他草藥和草。卡拉哈里沙漠還有刺角瓜。即使喀拉哈里沙漠被稱為“沙漠”，但是因為沙漠通常需要接近100％無降水量，因此具有少量降水的喀拉哈里沙漠相較之下仍然不夠乾燥，所以它不是嚴格意義上的一片荒漠。喀拉哈里沙漠真正100％無降雨主要區域是在它的西南部（南非西北部和納米比亞東南部卡格拉格帝跨境公園）。
在卡拉哈里有一些特有物種，被發現有各種各樣的動物包括大型食肉動物，如卡拉哈里沙漠獅子，獵豹，金錢豹，斑鬣狗，褐斑鬣狗，和非洲野狗。猛禽包括蛇鷲，猛雕等鷹，巨大的乳黃雕鴞和其他貓頭鷹，隼，蒼鷹，紅隼，和鳶。其他動物包括牛羚，跳羚等羚羊，豪豬和鴕鳥。有些卡拉哈里內的區域是季節性的濕地，如博茨瓦納馬卡迪卡迪鹽沼。這個區域，多種嗜鹽種群，例如，數以萬計紅鶴在雨季，訪問這些鹽沼。